# 'Abd al-Rahman al-Awza'i
Abū ʿAmr ʿAbd al-Raḥmān ibn ʿAmr al-Awzāʿī (in arabo عبد الرحمٰن بن عمرو الأوزاعي‎?; Damasco o Baalbek, 707 – Beirut, 774) è stato un giurista arabo fondatore di un madhhab sunnita ormai scomparso.
Nato a Damasco, o forse a Baalbek (attuale Libano) di lui si hanno pochissimi dati biografici ma la sua opera più importante (gli Uṣūl al-fiqh) ci sono giunti grazie al lavoro di Abū Yūsuf (m. 798), l'Al-radd ʿalā siyar al-Awzāʿī, in cui si sottolinea la fedeltà di al-Awzāʿī alla "tradizione vivente", ossia l'ininterrotta pratica dei musulmani di rifarsi alle generazioni precedenti in materia di diritto.
Per al-Awzāʿī, questa era le vera Sunna di Maometto.
La scuola giuridica di al-Awzāʿī fiorì nel Bilād al-Shām, nel Maghreb e in al-Andalus, ma in seguito dovette cedere quasi ovunque il posto alla scuola malikita nel corso del IX secolo. A causa tuttavia della sua autorevolezza e della sua reputazione di pio musulmano, le sue opinioni rimangono un prezioso patrimonio giurisprudenziale.
Fu sepolto presso Beirut, dove la sua tomba è tuttora visitata.

## Storia delmadhhabdi al-Awzāʿī

### Nel Maghreb e in al-Andalus
Alcuni studiosi ipotizzano che i motivi per cui gli abitanti del Maghreb abbracciarono il madhhab di Malik ibn Anas consistevano nel fatto che il Maghreb e al-Andalus facevano originariamente riferimento al madhhab di al-Awzāʿī. Tuttavia fin dalla conquista omayyade del califfato (661 e all'esplodere della Grande rivolta berbera (739/740–743), quelle regioni erano prevalentemente kharigite, tanto che a tale pensiero si rifacevano i Maghrawa e gli ibaditi Rustemidi, mentre la Tunisia e al-Andalus seguirono la scuola malikita solo dopo l'ascesa degli Almoravidi (fine dell'XI-inizi del XII secolo).
In seguito, durante l'Emirato di al-Ḥakam I, le fatwa ufficiali cambiarono e si accordarono alle opinioni di Mālik b. Anas e alla tradizione di al-Madīna.